# Heracleum gorganicum
Heracleum gorganicum är en flockblommig växtart som beskrevs av Karl Heinz Rechinger. Heracleum gorganicum ingår i släktet lokor, och familjen flockblommiga växter. Inga underarter finns listade i Catalogue of Life.